# Beyaz peynir
Le beyaz peynir (littéralement en turc : « fromage blanc » ; prononciation : [beˈjaz pejniɾ]), aussi appelé feta turque ou encore plus rarement teneke peyniri (« fromage en conserve », puisqu'il est vendu en conserve), est un fromage turc à pâte pressée non cuite.
Blanc et salé, humide et friable, entre mou et dur, à la peau légèrement granuleuse, il peut être fait de lait de brebis, de chèvre ou de vache. Il s'agit du fromage le plus populaire en Turquie, consommé principalement durant le petit déjeuner ou comme apéritif avec le rakı,,.
Le beyaz peynir est aussi utilisé comme ingrédient de la cuisine turque, comme par exemple dans le börek et le gözleme. À titre de comparaison, il est très similaire à la feta grecque.
Conservé en saumure, sa recette varie selon la région où il est produit : certaines faisant des mélanges de lait, d'autres encore le préférant sans sel. Son goût peut varier de salé à très salé, de fort à doux.
Toutefois, le beyaz peynir d'Edirne et d'Ezine est particulièrement connu,.